# Vievand
Vievand er velsignet vand, der benyttes i en række trosretninger. I katolicismen kendes vievand fra 100-tallet og benyttes ved indvielser og ved velsignelser til minde om dåben. Ved forskellige lejligheder bestænkes menigheden med vievand, og ved indvielse af en ny katolsk kirke anvender biskoppen vievand og hellig olie (chrisma).
Ved indgangen til katolske kirker har man vievandskar, hvor de troende dypper fingerspidserne i vievandet og gør korstegn. Sådanne kar kan have forskellig udformning; nogle vievandskar ligner små døbefonter.
I folketroen ses det ikke sjældent at onde væsener som varulve, vampyrer og dæmoner ikke kan tåle vievand. Undertiden, især på film, ætses de af vievand, mens almindelige mennesker ingen skade tager.
| Religion | Spire Denne religionsartikel er en spire som bør udbygges. Du er velkommen til at hjælpe Wikipedia ved at udvide den. |